# Megaselia atratula
Megaselia atratula är en tvåvingeart som beskrevs av Borgmeier 1964. Megaselia atratula ingår i släktet Megaselia och familjen puckelflugor.
Artens utbredningsområde är New Hampshire. Inga underarter finns listade i Catalogue of Life.